# Bella Vista (Corrientes)
Bella Vista é um cidade da Argentina, localizada na província de Corrientes. É a capital do departamento de Bella Vista.